# سیارک ۱۰۳۸
سیارک ۱۰۳۸ (به انگلیسی: 1038 Tuckia، نامگذاری:1924TK) هزار و سی و هشتمین سیارک کشف شده‌است که در ۲۴ نوامبر ۱۹۲۴ و در هایدلبرگ کشف شد.
قدر مطلق سیارک برابر ۱۰٫۸۲ است.